# 1479
1479 (MCDLXXIX) je bilo navadno leto, ki se je po julijanskem koledarju začelo na petek.

## Dogodki
- 25. januar - Osmansko cesarstvo in Beneška republika podpišeta Konstantinopelski mirovni sporazum
- Aragonija in Kastilija se združita.

## Rojstva
- 25. marec - Vasilij III. Ivanovič, moskovski veliki knez  († 1533)

Neznan datum
- Vallabha, indijski hindujski guru in filozof († 1531)

## Smrti
Neznan datum
- Ibrahim, kan Kazanskega kanata (* ni znano)